# Daniłowicze (osiedle w obwodzie mińskim)
Daniłowicze (biał. Данілавічы, Daniławiczy; ros. Даниловичи, Daniłowiczi) – osiedle na Białorusi, w obwodzie mińskim, w rejonie dzierżyńskim, w sielsowiecie Dobryniewo, nad Żeściem.

## Historia
W XIX i w początkach XX w. majątek ziemski położony w Rosji, w guberni mińskiej, w powiecie ihumeńskim, w gminie Uzda.
Po I wojnie światowej pod administracją polską, w Zarządzie Cywilnym Ziem Wschodnich, w okręgu mińskim, w powiecie ihumeńskim, w gminie Uzda.
W wyniku postanowień traktatu ryskiego znalazły się w granicach Związku Sowieckiego. W latach 1932–1937 w Polskim Rejonie Narodowym im. Feliksa Dzierżyńskiego. Od 1991 w niepodległej Białorusi.